# Макенис
Макенис (арм. Մաքենիս) — село в Армении, в Гехаркуникском марзе. Расположено в долине реки Карчахпюр в 67 км к юго-востоку от областного центра.

## История
Село Макенис известно с давних времен своим  армянским монастырем Макеянц (Макеноц/Макенацоц) (IX—XIII вв). Последний расположен на горе нависающей над живописным ущельем. На территории монастыря и прилегающий к нему территории, имелись древние памятники и другие здания. Территориально село находилось в историко-географическом регионе Сюник, наследными правителями которого являлся армянский княжеский род Сюни. В 821 году, после смерти правителя Сюника Васака Сюни, земли его княжества были разделены между его сыновьями. Один из которых Саак получил в наследство северо-запад Сюника — область Гегаркуник на побережье Севана, со знаменитым армянским интеллектуальным и религиозным центром - монастырем Макеноц
Средневековые армянские названия — Макенис, Макеноц, Макеноц гюх, Макинис, Макиноц гюх (арм. Մակենիս, Մաքենոց, Մաքենոց գյուղ, Մաքինիս, Մաքինոց գյուղ). В период нахождения в составе Российской империи, село называлось Кызыл-ванк (азерб. Qızılvəng) и территориально находилось в Новобаязетском уезде Эриванской губернии.
С 1930 по 1995 год село входило в состав Варденисского района Армянской ССР и Армении.

### Культурное наследие

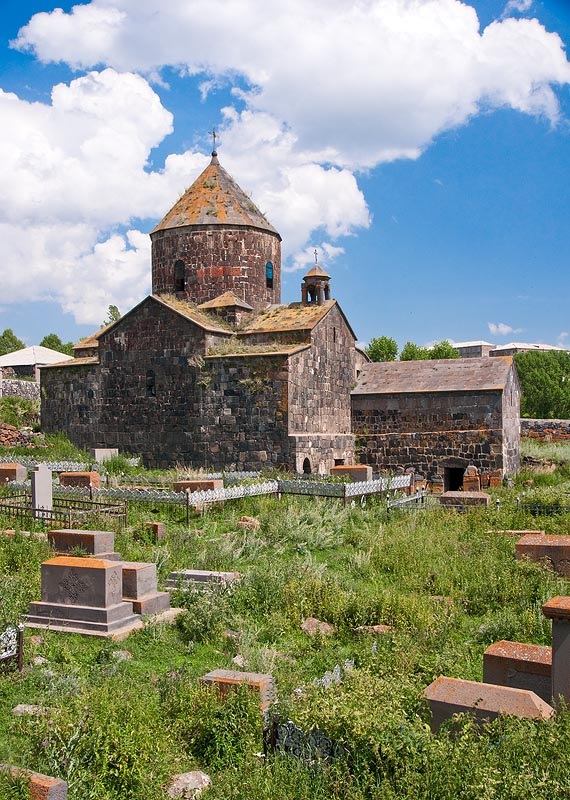
Монастырь Макенис, IX—XIII века

Академическая «Encyclopedia of the Middle Ages» отмечает, что начиная с конца IX века в отдаленных областях Армении было основано множество монастырей в том числе и Макеноц. Живший на рубеже IX—X веков армянский князь Гегаркуника Григор Супан из династии Сюни обустроил монастырь, и даровал ему пять виноградников в Ереване, домашний скот, рыбу в Болашене и, как представляется, доходы от протекающей рядом реки․ Как отмечает «Географическо-статистический словарь Российской империи», монастырь был построен царицей Марией в память своего брата — армянского полководца Захария Спасалара. Монастырь построено из базальта, имело укрепленные монашеские кельи, и было обнесено канавой (рвом).
В VIII веке Согомон Макенаци, влиятельная фигура в армянской церкви, составил здесь первый  Тонакан (Праздничные минеи) армянского обряда. В монастыре Макеноц у Согомона Макенаци учился армянский автор Степанос Сюнеци. В разные времена в Макенисе учились католикосы Армении Согомон I Гарнеци (ум. 792) и Маштоц I Егивардеци (833—898).
В 855 году в Макенисе был похоронен католикос Армении Ованес IV Оваеци после кончины во время своего пастырского визита в Гегаркуник.
В селе родился, скончался и был похоронен азербайджанский ашуг Алы Гызылвенкли (1801—1911). На кладбище села, где похоронен Алы, был установлен надгробный памятник ашугу.

## Экономика
Местное сельское население занимается скотоводством, производством табака, выращиванием зерновых, кормовых и овощных культур.

## Численность населения
По состоянию на 1861 год, в селе проживало 336 человек, и имелось 48 дворов.
По данным «Сборника сведений о Кавказе» за 1880 год в расположенном на реке Алагёлчай селе Кизыл-ванк Новобаязетского уезда было 42 двора и проживало 429 человек, в основном азербайджанцев (указаны как «татары»), все были шиитами.
По данным Кавказского календаря на 1910 год, в селе Кизил-Ванк в 1908 году проживало 733 человека, в основном азербайджанцев, указанных как «татары». По данным Кавказского календаря на 1912 год, в селе Кизил-Ванк Новобаязетского уезда проживало 757 человек, в основном азербайджанцев, указанных как «татары».
| Года        | 1897 | 1926 | 1939 | 1959 | 1970 | 1979. | 1989 | 2001 | 2004 |
| Численность | 564  | 502  | 816  | 468  | 596  | 493   | 231  | 511  | 555  |